# Nail Lab
Nail Lab è un programma televisivo trasmesso in Italia dal 22 aprile 2013 dal canale tv Real Time e condotto da Michela Parisi, nota come Mikeligna, nail artist divenuta celebre attraverso il proprio canale YouTube.
Visto il successo della prima serie, il programma viene confermato per una nuova serie, la quale va in onda, sempre su Real Time, a partire dal 16 novembre 2013. Inoltre il programma viene confermato per una terza serie che è andata in onda a partire dal 3 maggio 2014 con alcuni cambiamenti al format originale.

## Format

### Prima e seconda stagione
Nelle prime due stagioni, in ogni puntata della trasmissione, Mikeligna insegnava a due ospiti come creare delle "nail art" che le sue ospiti avrebbero potuto utilizzare durante un'occasione speciale. Inoltre in ogni puntata vi è un angolo, chiamato Tutti mi chiedono..., dove Mikeligna da consigli su smalti, tempi di asciugatura, applicazione e così via.

### Terza stagione
Il cambiamento principale subito dal format consiste in una gara tra due ragazze che si sfidano nella realizzazione di una nail art. In ogni puntata Mikeligna darà un tema sul quale le due sfidanti dovranno realizzare la nail art, la ragazza che avrà realizzato quella più creativa vincerà un kit composto da make-up e smalti. Invece l'inizio del programma vede di nuovo Mikeligna che insegna ad un'ospite come realizzare una nail art per un evento particolare. Unico cambiamento che si ha in questa prima parte del programma è l'introduzione dei materiali utilizzare per la creazione della nail art che viene fatta dalla stessa Mikeligna e non da una voce fuori campo come nelle due prime stagioni.
Inoltre viene introdotto un nuovo angolo, chiamato Look da star, che va a sostituire quello presente nelle altri stagioni, nel quale Mikeligna spiega come realizzare una nail art ispirata da un personaggio pubblico famoso, come ad esempio Victoria Beckham.

### Quarta stagione
Come nella terza stagione, anche nella quarta, delle ragazze, passate da due a tre, si sfidano nella realizzazione di una nail art. Le ragazze si sfidano per poter realizzare un video di nail art per il sito di Pupa. La sfida si svolge in varie fasi, ad ogni fase Mikeligna darà loro dei punteggi che si sommeranno decretando così la vincitrice:
- Nella prima fase Mikeligna mostra alle ragazze una tecnica di nail art che poi dovranno realizzare.

## Stagione
Sia le puntate della prima che della seconda edizione sono andate in onda tutti i sabati a partire dalle 13.30. Ogni puntata ha la durata di 30 minuti.
| Stagione | Puntate | Prima TV |
| -------- | ------- | -------- |
| 1        | 6       | 2013     |
| 2        | 10      | 2013     |
| 3        | 10      | 2014     |
| 4        | 6       | 2014     |
| 5        | 6       | 2015     |

## Critiche
Poco dopo l'annuncio ufficiale dell'inizio del programma, questo ha ricevuto aspre critiche. Molte furono le persone che tramite web dichiararono la mancanza di meritocrazia nell'aver scelto come presentatrice del programma Mikeligna, famosa per i suoi video su YouTube e per la sua collaborazione con la Pupa, visto e considerato che gli smalti utilizzati all'interno del programma sono proprio quelli della nota azienda cosmetica. Le telespettatrici additano Nail Lab, e la stessa Mikeligna di portare in tv un programma di facile appeal solo per la popolarità via web della ragazza e non per una questione di professionalità, cosa che venne giudicata come una scelta del tutto sbagliata. Oltre a ciò arrivò, sempre tramite web, l'accusa di aver rubato l'idea a un'onicotecnica.